# Arctosa dissonans
Espèce
Synonymes
- Lycosa dissonans O. Pickard-Cambridge, 1872

Arctosa dissonans est une espèce d'araignées aranéomorphes de la famille des Lycosidae.

## Distribution
Cette espèce se rencontre en Syrie, au Liban et en Israël.

## Publication originale
- O. Pickard-Cambridge, 1872 : General list of the spiders of Palestine and Syria, with descriptions of numerous new species, and characters of two new genera. Proceedings of the Zoological Society of London, vol. 1871, p. 212-354 (texte intégral).